# Aerva artemisioides
Aerva artemisioides là loài thực vật có hoa thuộc họ Dền. Loài này được Vierh. & Schwartz mô tả khoa học đầu tiên năm 1939.